# Formación Tullock
Formación Tullock es una formación geológica de Montana. La formación tullock, está en la parte superior de la Formación Hell Creek. Cuyos fósiles encontrados en la formación datan del Paleoceno. Restos de animales en los depósitos yacen en la formación, animales como: mamíferos multituberculados, posibles restos de primates o plesiadapiformes, entre otros. Reptiles, una posible especie de tortuga, anfibios, aves, entre otros. También se encontraron plantas e invertebrados.